# Hueypoxtla
Hueypoxtla è un comune del Messico, situato nello stato di Messico.

## Origini del nome
Hueypoxtla proviene dalla lingua Nahuatl; È un toponimo agglutinato composto da tre parole: Huey = grande, pochtli = commercio (relativo a pochteca o commerciante) e tlan = luogo di. (Luogo dei grandi mercanti).

## Storia
Nel 1820 la città di Hueypoxtla e la sua regione erano una delegazione che apparteneva all'ufficio del sindaco di Atitalaquia, sulla base del decreto per stabilire municipi nella Nuova Spagna, basandosi sulla Costituzione di Cadice e sui rispettivi regolamenti emanati dal re a tale scopo Hueypoxtla si affrettò a organizzare i preparativi per le elezioni del suo consiglio comunale, poiché la legge glielo permetteva; per integrare la sua delimitazione comunale, si basava sulle disposizioni dell'articolo 35, capo terzo, titolo 30 del corrispondente regolamento del 24 marzo dello stesso anno, che autorizzava, sia i comuni che le haciendas e ranch che appartenessero alla parrocchia di Hueypoxtla, dovevano essere raggruppati per costituire il proprio consiglio comunale e di conseguenza il proprio comune. La parrocchia era integrata dal capo e dalla sala dei comuni di Santa María La Calera, San Francisco Zacacalco, San Juan Tianguistongo e le haciendas di: Tezontlalpan, Batha, Casa Blanca e Temoaya con i rispettivi ranch oltre al comune di Jilotzingo. Il 16 luglio 1820 si tennero le elezioni per la nomina degli elettori e il 23 dello stesso le elezioni costituzionali del municipio, essendo le prime del genere nella storia del luogo, portarono alla nascita ufficiale di Hueypoxtla, il 23 luglio 1820. Il 23 luglio 2020 il comune di Hueypoxtla ha celebrato il 200º anniversario della fondazione del comune. Si è trattato di una cerimonia semplice a causa delle restrizioni dovute alla pandemia di COVID-19.

## Geografia
Localizzazione: Hueypoxtla si trova ai confini del comune di Tequixquiac, confinante con la città di Tlapanaloya. Attraversa il Lomas de España e si trova nella parte inferiore del Loma Larga e sulla riva del Río Salado de Hueypoxtla.
Clima: Il clima che predomina a Hueypoxtla è classificato come temperato semisecco con piogge in estate (giugno-ottobre). La media annua delle precipitazioni varia, nella zona settentrionale, tra i 500 ei 600 millimetri, mentre in quella meridionale, tra i 600 ei 700 millimetri. La pioggia massima nelle 24 ore è stata di 41,9 millimetri. Per quanto riguarda le gelate, se ne registrano circa 40-50 nel corso dell'anno su tutto il territorio comunale, concentrate nel periodo invernale novembre-marzo. I venti dominanti provengono maggiormente dal nord.

Municipio

Parrocchia di San Bartolomé

Chiosco nella piazza centrale

Casa coloniale in centro

## Governo e divisioni territoriali
Come nella maggior parte dei comuni del Messico, le elezioni si svolgono ogni tre anni, l'attuale consiglio municipale è così composto: un Presidente Municipale (sindaco), un amministratore comunale, 7 consiglieri comunali, un segretario, e altri dipendenti comunali che possono variare secondo l'amministrazione in carica.
| CRONOLOGIA DEI PRESIDENTI MUNICIPALI (SINDACI) \| Sindaci \| Periodo \| Partito \| \| ----------------------------- \| --------- \| -------------- \| \| Odilón Baltazar \| 1940-1941 \| PRM \| \| Cecilio Prado \| 1940-1941 \| PRM \| \| José Torres \| 1941-1943 \| PRM \| \| Miguel Barrera \| 1944-1945 \| PRM \| \| Roque Hernández \| 1946-1948 \| PRI \| \| Ignacio Várela Rodríguez \| 1949-1951 \| PRI \| \| Tomás Bravo \| 1952-1954 \| PRI \| \| Julio Várela Hernández \| 1955-1957 \| PRI \| \| Cecilio Santillán \| 1958-1960 \| PRI \| \| Severiano Hernández \| 1961-1963 \| PRI \| \| Lorenzo Hernández \| 1964-1966 \| PRI \| \| Remedios García Hernández \| 1964-1966 \| PRI \| \| Javier Ramírez Flores \| 1967-1969 \| PRI \| \| Nicolás Pérez \| 1970-1972 \| PRI \| \| Aurelia Ramírez Hernández \| 1973-1975 \| PRI \| \| Sabino Barrera Martínez \| 1976-1978 \| PRI \| \| Enrique Santillán Zamora \| 1979-1981 \| PRI \| \| Félix González Torres \| 1982-1984 \| PRI \| \| Sergio D. Hernández Ramírez \| 1985-1987 \| PRI \| \| Lorenzo Barrera Martínez \| 1988-1990 \| PRI \| \| Juventino Reyes Angeles \| 1991-1993 \| PRI \| \| Reyes Baltazar Enríquez \| 1994-1996 \| PRI \| \| Sergio Pichardo Avila \| 1997-2000 \| PRD \| \| Héctor Rivero Estrada \| 2000-2003 \| PRD \| \| Rigoberto Navarro Ramírez \| 2003-2006 \| PRD \| \| Adrian Vidal García \| 2006-2009 \| APM \| \| Diego Vargas Colín \| 2009-2012 \| CC-PRI \| \| Francisco Santillán Santillán \| 2012-2015 \| PAN \| \| Adrian Reyes Oropeza \| 2015-2018 \| PRI \| \| Diego Vargas Colín \| 2019-2021 \| PRI (rieletto) \| \| Diego Vargas Colín \| 2022-2024 \| PRI (rieletto) \| \| Rosa Elva Barrera Flores \| 2024-2027 \| VERDE \| |           |                |
| Sindaci | Periodo   | Partito        |
| --- | --------- | -------------- |
| Odilón Baltazar | 1940-1941 | PRM            |
| Cecilio Prado | 1940-1941 | PRM            |
| José Torres | 1941-1943 | PRM            |
| Miguel Barrera | 1944-1945 | PRM            |
| Roque Hernández | 1946-1948 | PRI            |
| Ignacio Várela Rodríguez | 1949-1951 | PRI            |
| Tomás Bravo | 1952-1954 | PRI            |
| Julio Várela Hernández | 1955-1957 | PRI            |
| Cecilio Santillán | 1958-1960 | PRI            |
| Severiano Hernández | 1961-1963 | PRI            |
| Lorenzo Hernández | 1964-1966 | PRI            |
| Remedios García Hernández | 1964-1966 | PRI            |
| Javier Ramírez Flores | 1967-1969 | PRI            |
| Nicolás Pérez | 1970-1972 | PRI            |
| Aurelia Ramírez Hernández | 1973-1975 | PRI            |
| Sabino Barrera Martínez | 1976-1978 | PRI            |
| Enrique Santillán Zamora | 1979-1981 | PRI            |
| Félix González Torres | 1982-1984 | PRI            |
| Sergio D. Hernández Ramírez | 1985-1987 | PRI            |
| Lorenzo Barrera Martínez | 1988-1990 | PRI            |
| Juventino Reyes Angeles | 1991-1993 | PRI            |
| Reyes Baltazar Enríquez | 1994-1996 | PRI            |
| Sergio Pichardo Avila | 1997-2000 | PRD            |
| Héctor Rivero Estrada | 2000-2003 | PRD            |
| Rigoberto Navarro Ramírez | 2003-2006 | PRD            |
| Adrian Vidal García | 2006-2009 | APM            |
| Diego Vargas Colín | 2009-2012 | CC-PRI         |
| Francisco Santillán Santillán | 2012-2015 | PAN            |
| Adrian Reyes Oropeza | 2015-2018 | PRI            |
| Diego Vargas Colín | 2019-2021 | PRI (rieletto) |
| Diego Vargas Colín | 2022-2024 | PRI (rieletto) |
| Rosa Elva Barrera Flores | 2024-2027 | VERDE          |

Hueypoxtla è suddicisa in 11 frazioni oltre al capoluogo. Dei 46.757 abitanti del comune nel 2020, 23.649 risultavano essere donne e 23.108 uomini.
| Località                | Abitanti |
| ----------------------- | -------- |
| Santa María Ajoloapan   | 10563    |
| San Marcos Jilotzingo   | 9808     |
| San Francisco Zacacalco | 9050     |
| Hueypoxtla (capoluogo)  | 4767     |
| San Francisco Zacacalco | 2982     |
| San José Bata           | 2604     |
| Tianguistongo           | 2517     |
| Tezontlalpan de Zapata  | 1721     |
| El Carmen               | 1150     |
| San Pedro la Gloria     | 1024     |
| Casa Blanca             | 576      |
| Totale nel municipio    | 46757    |

## Patrimonio storico
Interessante la quantità di edifici storici presenti a Hueypoxtla, come recita una targa posta nella piazza principale, venne già dichiarata "Patrimonio Culturale dello Stato del Messico nel 1979.
Plaza principal: centro del paese conserva numerosi edifici storici, tra questi il Palacio municipal, il Kiosco al centro della piazza, il palazzo porticato e una fontana
Parroquia de San Bartolomé: uno dei monumenti più importanti della città di Hueypoxtla, si trova nella piazza principale, una costruzione barocca che appartiene al Vescovado di Cuautitlán.
Puente del Río Salado: un ponte coloniale che collega l'antica strada reale con la città di Santa María Cuevas e la città di Tlapanaloya, è stato restaurato nel 2023.

Palazzo sulla piazza

Strada coloniale del centro

Hacienda Casa Blanca: un'antica costruzione che risale al periodo coloniale spagnolo, la sua struttura ricorda i castelli e le haciendas del Vecchio Continente, si trova su una strada reale che va ad Ajacuba.

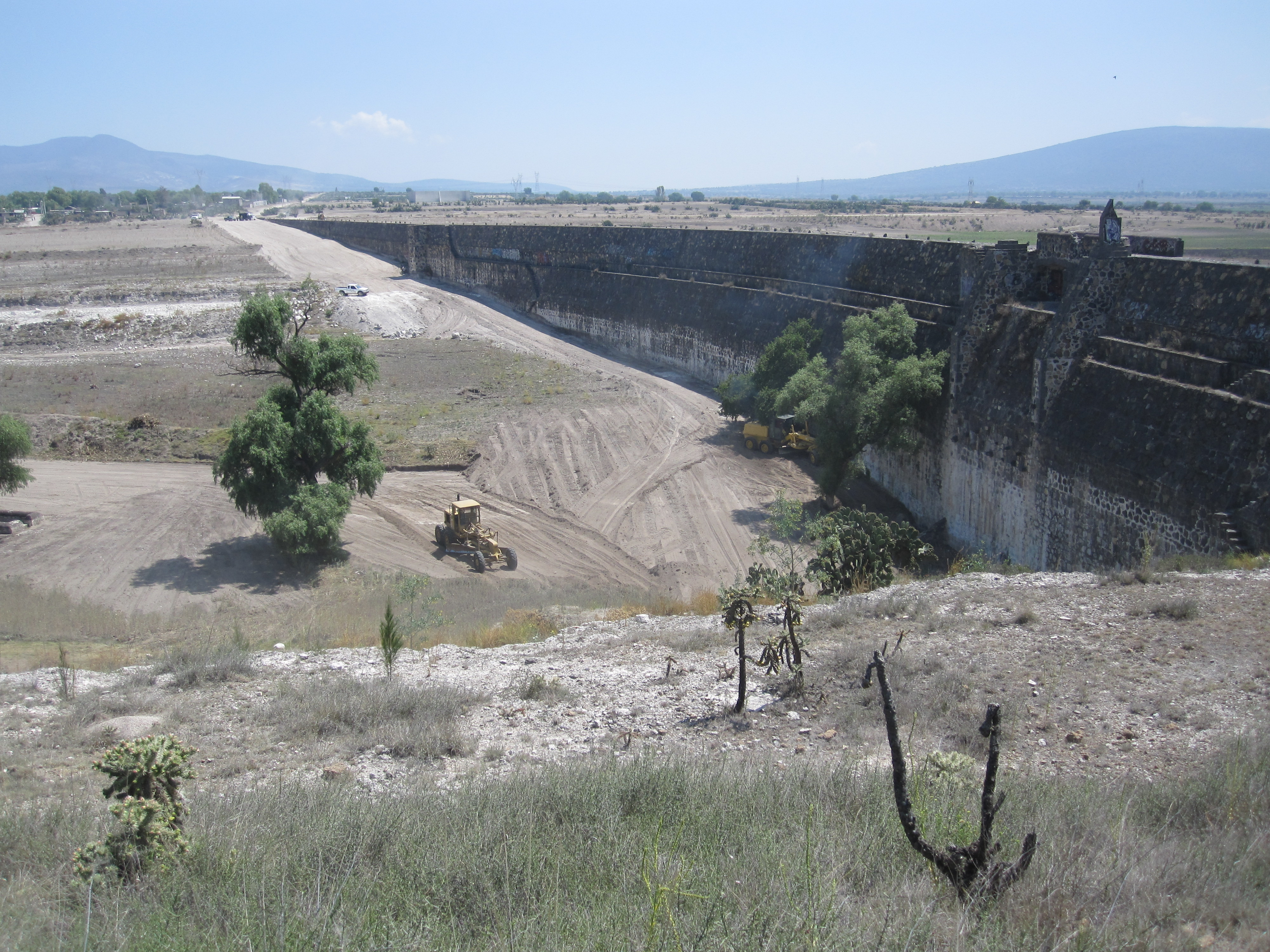
Presa Luis Espinoza de los Monteros

Presa Luis Espinoza de los Monteros: Quello che resta di una diga costruita in pietra nel 1910, oggi non più in uso.
Presa de Santa Maria Ajoloapan: Vicino all'omonima frazione, è un'altra diga costruita in pietra non più in uso.
Puente Nuestra Señora del Carmen: Ponte in pietra costruito il 1889, vicino alla frazione di Casa Blanca è ancora in uso, un tempo usato anche per regolare l'acqua proveniente dalla diga Santa Maria Ajoloapan.
Acueducto El Salto: Acquedotto tutt'ora in uso, lungo 153 metri e alto più di 25 metri, fa parte di un sistema di irrigazione lungo più di 17 km, composto da un canale e da altri tre acquedotti ad arco, di cui El Salto è il più alto, ma non il più lungo.
Gastronomia: Essendo una cittadina tra la Valle del Messico e la Valle del Mezquital, nel centro del paese si trovano piatti di entrambe le regioni come tamales di fagioli, tamales dolci, e di vari sapori, gualumbos, ximbó, arrosto di montone, maiale e pollo , carni di maiale, tlacoyos, nopales arrosto, fave con nopales, coniglio arrosto, insetti come escamoles, xahues, xahuis, chinicuiles, cavallette, tacchino arrosto con mole e pulque, (bevanda di questo luogo che gode di una grande tradizione tra la gente del posto).

## Trasporti
Autobus: Alcune imprese di trasporti collegano Santa María Ajoloapan a Città del Messico, passando per il centro di Hueypoxtla e fermano sulla piazza principale.
Strade federali gratuite: La strada Tinguistongo-Zumpango collega le due località passando per il centro di Hueypoxtla. La strada Hueypoxtla-Tequixquiac collega le rispettive località, passando per il centro di Tlapanaloya.
Autostrade a pedaggio: L'autostrada M40D, "Arco Norte", collega Atlacomulco con Huejotzingo, passando poco a sud di Santa María Ajoloapan dove è presente un'entrata.